# Ibirubá
Ibirubá é um município brasileiro do estado do Rio Grande do Sul, localizado na região denominada Alto Jacuí.

## História
Os primeiros indícios de povoamento de Ibirubá se localizam na área do atual distrito de Pinheirinho (localizado na área rural, a oeste da cidade), onde foi fundada uma redução jesuítica em 1630. Esta foi destruída 10 anos depois por uma missão bandeirante comandada por Manuel Preto, que tinha como intuito levar os índios para servirem de mão-de-obra escrava.

Por motivo da inauguração da estrada de ferro Santa Maria – Passo Fundo, em 1895, companhias de colonização, algumas com sede em Porto Alegre, transformaram as terras do norte do Rio Grande do Sul em um grande mercado imobiliário. Uma das colônias existentes nos cinco municípios que formavam o Rio Grande do Sul naquela época era a do Alto Jacuhy (nome referente à proximidade de suas terras das nascentes do Rio Jacuí), na área hoje correspondente ao município de Passo Fundo (que posteriormente desmembrou-se em diversos municípios), cuja ocupação ocorreu rapidamente entre 1897 e 1914 por causa da grande procura por colonos vindos das “Colônias Velhas”.
Em 1896, iniciou-se oficialmente a colonização particular do terceiro Distrito de Cruz Alta – “Vallos”, hoje Santa Clara do Ingaí distrito do município de Quinze de Novembro, constituindo-se uma as mais antigas colonizações alemã desta região.
Em 1898, a Empresa Colonizadora Serafim Fagundes & CIA fundou a Colônia General Osório, cujo projeto de colonização era a venda de terras a compradores em potencial, independentemente de sua origem étnica ou confissão religiosa.

### Empresa Colonizadora Serafim Fagundes & CIA e a Colônia General Osório[8]
A Empresa Colonizadora Serafim Fagundes & CIA, em meio ao cenário de colonização das terras de Cruz Alta, foi fundada em primeiro de outubro de 1898, tendo como sócios: o Coronel Serafim Fagundes da Fonseca, Diniz Dias Filho e José Annes. A empresa tinha como objetivo a compra e venda de terras para colonização, bem como o comércio de madeiras e de produtos industriais e manufaturados. Seu capital inicial era de Rs. 100:000$000. Não apenas pretendia realizar a venda em lotes para colonos (i)migrantes, mas também a venda de produtos de construção civil e produtos que garantissem o pleno desenvolvimento da colônia, tendo outra fonte de lucro além da venda das colônias.
O sócio Diniz Dias Filho era advogado e ex-deputado estadual pelo Partido Liberal, o qual designou-se à gerência da empresa, seu irmão José Annes Dias, morador e comerciante de Cruz Alta, era responsável pela conta bancária da Colonizadora. Já o Coronel Serafim Fagundes da Fonseca não ocupava, até onde conseguiu-se analisar, nenhuma posição na empresa, porém a Colonizadora carrega seu nome, levando a crer que ele contribuiria com seu nome, sua posição social e poder local e junto ao PRR de Cruz Alta, para facilitar na compra de terras (privadas ou públicas), agilizando os processos. Ele era proprietário de terras no Distrito do Vallos, e por ser o chefe republicano deste distrito, onde a Colônia General Osório foi fundada, pressupõe-se que Serafim Fagundes possuía influência na área e conhecia os demais proprietários e as condições que as propriedades estavam, isto é, se haviam construções, áreas de matas, pastos, plantações ou criação de animais.
O contrato de sociedade ainda possuía uma cláusula sobre a liquidação da empresa, levada a cabo os sócios concordassem em dissolvê-la, ou caso um dos sócios viesse a falecer, como de fato aconteceu em 1904, com a morte de Serafim Fagundes da Fonseca. Com isso cabia ao gerente realizar o balanço ativo e passivo, quitar todas as dívidas e dividir o capital da Colonizadora entre todos os demais sócios e herdeiros do sócio falecido.
Para formar a Colônia, a Colonizadora adquiriu terras em dois momentos: ao longo dos anos de 1898 e 1899, adquiriu terras de particulares de Passo Fundo, Jaguarão e Cruz Alta, localizadas a margem esquerda do Rio Jacuí; em 1904 foi realizada a compra de terras públicas do governo do Estado. Para assegurar a posse incontestável da grande propriedade, a Colonizadora realizou junto ao cartório de Cruz Alta o Registro Torrens. As terras adquiridas pela Empresa Colonizadora Serafim Fagundes & CIA limitavam-se à margem esquerda do Rio Jacuí, a Colonizadora fez então um “mapeamento” dos proprietários das áreas desejadas, conforme a análise dos contratos de compra percebe-se uma semelhança entre os vendedores.
As terras de particulares adquiridas pertenciam a dois proprietários, a saber: Athanásio José de Oliveira e Manoel Faustino Correa. Contudo, não foram compradas diretamente deles, mas sim de seus herdeiros, como Ovídio José de Oliveira, Vidal José de Oliveira, João de Oliveira, Polycarpo José de Oliveira, Santiago José Duarte e Manoel Joaquim de Oliveira; ou sujeitos que haviam adquirido frações da área e as revendem à Colonizadora, como é o caso de Emilio Ferraz de Campos que anteriormente havia adquirido as terras de Aurélia Maria de Oliveira, e Cesário Portes Pimentel, que havia adquirido terras de Athanásio e de Antônio Fernandes do Espirito Santo; ou ainda sujeitos que receberam as terras como pagamento de dívida e mais tarde venderam, como é o caso de Conceição Maria de Oliveira, com cujo marido, Athanásio possuía uma dívida, e com a morte do sujeito, a dívida foi paga em terras que foi dividida entre Conceição Maria de Oliveira e seu filho Geraldo Nunes Vieira. Essa rede de parentesco entre proprietários fica evidente no caso das terras adquiridas de particulares para compor a Colônia General Osório.
Na primavera do ano de 1899 chegaram os primeiros imigrantes à colônia. Os primeiros foram: Erhard Mertel, o qual atuou como agrimensor, Peter Nicknich, Karl Krammes, Johann Stutzbecher, Julius Loppe, Heinrich Werner e Karl Maier. Os senhores Mertel e Werner vieram da Alemanha, os outros vieram de Santa Cruz. Após em 1900 vieram as famílias Wilhelm Boness, Ernst Wilm (solteiro), Albert e Joseph Adiers, Hermanno Kumm, Hermann Spengler e Lorenz Kloh. No final do ano de 1902 contamos com 24 famílias alemãs domiciliadas na colônia nova. Além dos acima mencionados eram as famílias Friedrich Kunz, Friedrich Tauchert, Johann Gabe, Gostav Muller, August Böttcher, Richard Garmatz, Heinrich Knach, Karl Harnopp, Jakob Schweig, Karl Garmatz e Wilhelm Genz.

### A liquidação da Colonizadora e o futuro da Colônia General Osório
Após a morte do sócio Serafim Fagundes da Fonseca, em 1904, a Empresa Colonizadora Serafim Fagundes & CIA entrou em liquidação e em seu lugar surge a Empresa Colonizadora Dias & Dias, com os dois sócios os irmãos Diniz Dias Filho e José Annes Dias. Após a morte de Diniz Dias Filho, surge a Empresa Colonizadora Dias & Sobrinho, agora composta por José Annes Dias e seu sobrinho Diniz Dias (filho de Diniz Dias Filho). Nesse meio tempo a Empresa Colonizadora Alberto Schmitt & CIA começou a vender terras no núcleo 15 de Novembro da Colônia General Osório. Após a morte de José Annes Dias, a Empresa Colonizadora Dias & Sobrinho entra em liquidação, não sendo possível saber se seu sobrinho Diniz Dias continuou com o negócio de companhias de colonização.

No ano de 1915, aparecem em algumas edições do jornal Città di Caxias: Periodico Settimanale D'Interesse Coloniale o anúncio de colônias à venda na Colônia General Osório, no novo núcleo, 15 de Novembro. O anúncio era feito pela Empresa Colonizadora Alberto Schmitt & CIA, e possuía 200 lotes de 242 m² cada.
EXCELENTE COLÓNIA "GENERAL OSÓRIO"
25km de distância. da cidade de Cruz Alta.
Núcleo "15 Novembro" Município de Cruz Alta, com ainda 200 lotes coloniais de 242m² cada.
Os títulos referentes às referidas terras encontram-se integralmente legalizados nesta Companhia.
Os compradores têm o prazer de ir aos escritórios: da colônia "Rio do Peixe 7 Setembro" ao Sr. "Otto Koelher" ou da colônia "General Osório" na localidade "15 Novembro", ao Sr. "Guilherme Foltz" que eles estão autorizados a mostrar as terras e realizar os contratos.
Informações mais detalhadas são fornecidas pelo escritório da Cruz Alta e pelo representante de Caxias, Sr. Giacobbe Brunetta que possui mapas muito perfeitos que mostram a situação dos "lotes" e outras instruções convenientes para os interessados que desejam visitar as colônias e comprar terra.
Endereço telegráfico
Colonizadora Cruz Alta
Até o ano de 1914, a povoação pertencia ao distrito de Rincão dos Valos (atual Santa Clara do Ingaí), quando foi elevada à categoria de Distrito com o nome de General Osório e pertencendo ao município de Cruz Alta. Em 1937, para que o município não fosse confundido com o de Osório, o nome foi mudado para General Câmara (o que durou apenas alguns meses já que poderia ser confundido com o município homônimo). Por fim, decidiu-se adotar um nome sugerido por um estudioso e profundo conhecedor desta região: Ibirubá, que em Tupi-Guarani significa Pitangueira do Mato. Mas existem algumas outras versões para o significado do nome do município: Mbyrybá = arbusto da embira; ou Ybira + upaba = lagoa das árvores; ou Ibira + pitanga = árvore vermelha.
Em 15 de dezembro de 1954, a Lei Estadual N° 2.528 criou o município de Ibirubá, instalado em 28 de fevereiro de 1955.

## Geografia
Localiza-se a uma latitude 28º37'39" sul e a uma longitude 53º05'23" oeste, está a uma altitude de 416 metros. Sua população estimada é de 20.355 habitantes (Fonte: IBGE, no ano de 2017).
Atualmente, a cidade tem os seguintes bairros: Centro, Esperança, Planalto, Hermany, Odila, Progresso, Floresta, São Jacob, Jardim, Pôr do Sol, Chácara, Santa Helena, Unida e Aparecida.[carece de fontes?]
Segundo dados do Instituto Nacional de Meteorologia (INMET), referentes ao período de 1981 (a partir de 1° de novembro) a 1983, 1985, 1988 a 2011 e desde 2012 (a partir de 13 de dezembro), a menor temperatura registrada em Ibirubá foi de −4,9 °C em 8 de julho de 1988 e a maior atingiu 40,6 °C em 16 de novembro de 1985, seguido por 39,8 °C em 24 de janeiro de 2022. O maior acumulado de precipitação em 24 horas atingiu 142,4 milímetros (mm) em 22 de setembro de 2007. Outubro de 2009 foi o mês de maior precipitação, com 595,7 mm.
| Dados climatológicos para Ibirubá | Dados climatológicos para Ibirubá | Dados climatológicos para Ibirubá | Dados climatológicos para Ibirubá | Dados climatológicos para Ibirubá | Dados climatológicos para Ibirubá | Dados climatológicos para Ibirubá | Dados climatológicos para Ibirubá | Dados climatológicos para Ibirubá | Dados climatológicos para Ibirubá | Dados climatológicos para Ibirubá | Dados climatológicos para Ibirubá | Dados climatológicos para Ibirubá | Dados climatológicos para Ibirubá |
| Mês | Jan                               | Fev                               | Mar                               | Abr                               | Mai                               | Jun                               | Jul                               | Ago                               | Set                               | Out                               | Nov                               | Dez                               | Ano                               |
| --- | --------------------------------- | --------------------------------- | --------------------------------- | --------------------------------- | --------------------------------- | --------------------------------- | --------------------------------- | --------------------------------- | --------------------------------- | --------------------------------- | --------------------------------- | --------------------------------- | --------------------------------- |
| Temperatura máxima recorde (°C) | 39,2                              | 37,6                              | 38                                | 34,4                              | 31,8                              | 28,5                              | 28,8                              | 32,5                              | 35,2                              | 37,1                              | 40,6                              | 39,5                              | 40,6                              |
| Temperatura máxima média (°C) | 30,1                              | 28,9                              | 28,4                              | 25,8                              | 21,5                              | 19,5                              | 19                                | 21,2                              | 22,1                              | 25,3                              | 28,1                              | 30                                | 25                                |
| Temperatura média compensada (°C) | 23,5                              | 22,6                              | 21,6                              | 18,9                              | 15,3                              | 13,7                              | 13                                | 14,8                              | 15,7                              | 18,7                              | 21,2                              | 23,1                              | 18,5                              |
| Temperatura mínima média (°C) | 18                                | 17,4                              | 16,1                              | 13,3                              | 10,4                              | 9                                 | 8,2                               | 9,6                               | 10,5                              | 13                                | 15,1                              | 17                                | 13,1                              |
| Temperatura mínima recorde (°C) | 8                                 | 7                                 | 5,5                               | 2,4                               | −2,8                              | −4,7                              | −4,9                              | −3                                | −0,3                              | 2                                 | 4,1                               | 6,3                               | −4                                |
| Precipitação (mm) | 152,8                             | 162,4                             | 112,1                             | 155,8                             | 116,7                             | 127,6                             | 166,1                             | 144,6                             | 166,7                             | 219,3                             | 153,6                             | 132,4                             | 1 810,1                           |
| Dias com precipitação (≥ 1 mm) | 10                                | 10                                | 8                                 | 8                                 | 7                                 | 8                                 | 9                                 | 8                                 | 9                                 | 10                                | 8                                 | 8                                 | 105                               |
| Umidade relativa compensada (%) | 74,1                              | 78,4                              | 77                                | 76,5                              | 80,3                              | 82,8                              | 82                                | 78,7                              | 77,9                              | 76                                | 69,5                              | 69,4                              | 76,9                              |
| Fonte: INMET (normal climatológica de 1981-2010; período dos recordes de temperatura: 01/11/1981 a 31/12/1983, 01/01/1985 a 31/12/1985, 01/01/1988 a 31/01/2011 e 13/12/2012-presente) |                                   |                                   |                                   |                                   |                                   |                                   |                                   |                                   |                                   |                                   |                                   |                                   |                                   |

## Turismo
Entre os atrativos destacam-se a Casa da Cultura Osvaldo Krames, onde acontecem os principais encontros e seminários em nível regional; o Monumento ao Imigrante, construído com sucata de produtos metal-mecânicos.
Com boa infraestrutura hoteleira, a cidade também se destaca na gastronomia, onde são oferecidos pratos típicos da cozinha alemã, italiana e gaúcha, nos principais restaurantes da cidade.

## Imagens de Ibirubá

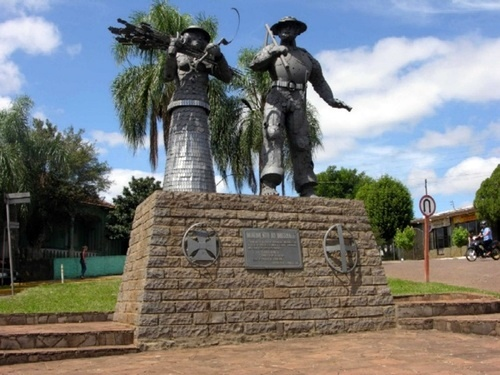
Monumento ao Imigrante